# Zequentic
Zequentic es una localidad del estado mexicano de Chiapas. Es parte del municipio de Zinacantán.

## Demografía
| Gráfica de evolución demográfica |
|                                  |

| Censo | Población |
| ----- | --------- |
| 1910  | 164       |
| 1921  | 128       |
| 1930  | 139       |
| 1940  | 661       |
| 1950  | 872       |
| 1960  | 672       |
| 1970  | 212       |
| 1980  | 602       |
| 1990  | 1 459     |
| 2000  | 1 188     |
| 2010  | 1 201     |
| 2020  | 1 221     |